# Frederick Coffay Yohn
Pour les articles homonymes, voir Yohn.
Frederick Coffay Yohn, né le 8 février 1875 à Indianapolis dans l'État de l'Indiana et décédé le 3 juin 1933 à Norwalk dans l'État du Connecticut aux États-Unis, est un peintre et un illustrateur américain. Il est notamment connu pour ses dessins et peintures historiques et militaires, couvrant une période allant de la révolution américaine à la Première Guerre mondiale en passant par la guerre hispano-américaine et la guerre de Sécession. 

## Biographie
Frederick Coffay Yohn naît à Indianapolis dans l'État de l'Indiana en 1875. Il commence sa formation artistique à l'école d'art de sa ville natale et la poursuit à New York au sein de l'Art Students League of New York, où il a pour professeur le peintre Henry Siddons Mowbray. Il part ensuite pour l'Europe et la France, étudiant à Paris auprès du peintre Léon Bonnat. 
Au cours de sa carrière, il se spécialise dans l'illustration de thèmes historiques et militaires, sur une période allant de la révolution américaine à la Première Guerre mondiale en passant par la guerre hispano-américaine et la guerre de Sécession. Il travaille principalement comme illustrateur, collaborant notamment avec les magazines et périodiques Collier's, Harper's Magazine et Scribner's Magazine, pour qui il illustre des articles, des nouvelles et des livres, comme A Daughter of the Snows de Jack London, The Dawn of a To-morrow de Frances Hodgson Burnett, The Trail of the Lonesome Pine de John Fox Jr. (en), Story of the American Revolution d'Henry Cabot Lodge, Lewis Rand de Mary Johnston (en) ou les aventures du cambrioleur Arthur J. Raffles écrite par Ernest William Hornung.
En 1929, pour commémorer les cent cinquante ans de la victoire des troupes du général George Rogers Clark durant le siège du Fort Vincennes lors de la guerre d'indépendance des États-Unis, il dessine pour l'United States Postal Service le timbre de 2 cents de dollar américain.
Il décède à Norwalk dans l'État du Connecticut en 1935.
Ces œuvres sont notamment visibles ou conservées au Cooper–Hewitt, Smithsonian Design Museum de New York, à l'Académie militaire de West Point, à la bibliothèque du Congrès de Washington, au New Britain Museum of American Art de New Britain, au Delaware Art Museum de Wilmington, au Brandywine River Museum (en) de Chadd's Ford, au Lafayette College d'Easton et à la Vincennes University (en) de Vincennes.

## Œuvres

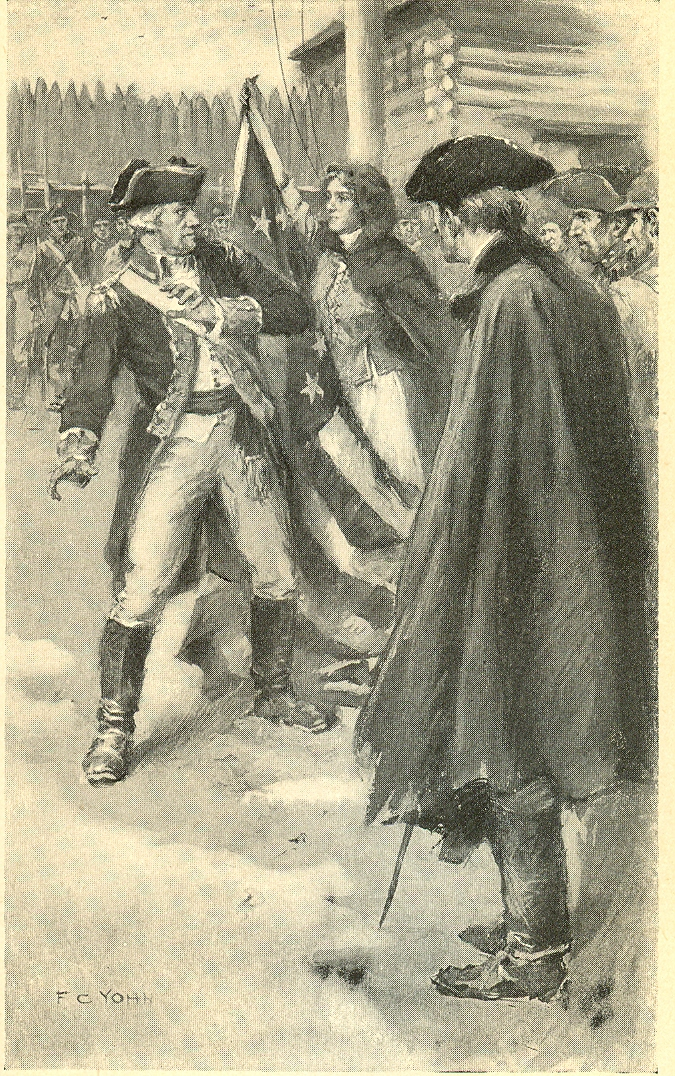
Alice of Old Vincennes, 1900
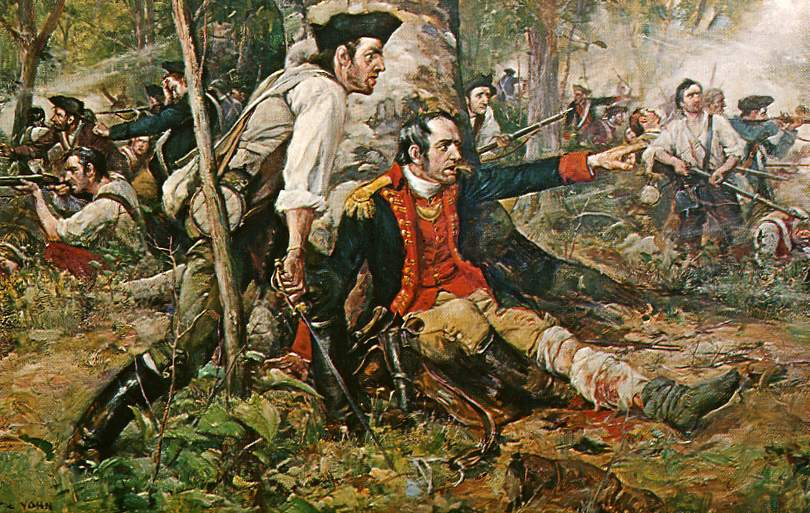
Herkimer at the Battle of Oriskany, vers 1901
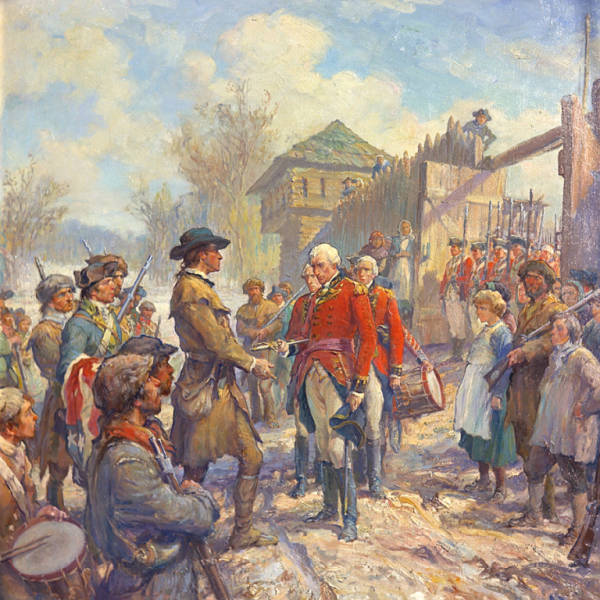
The Fall of Fort Sackville, 1923
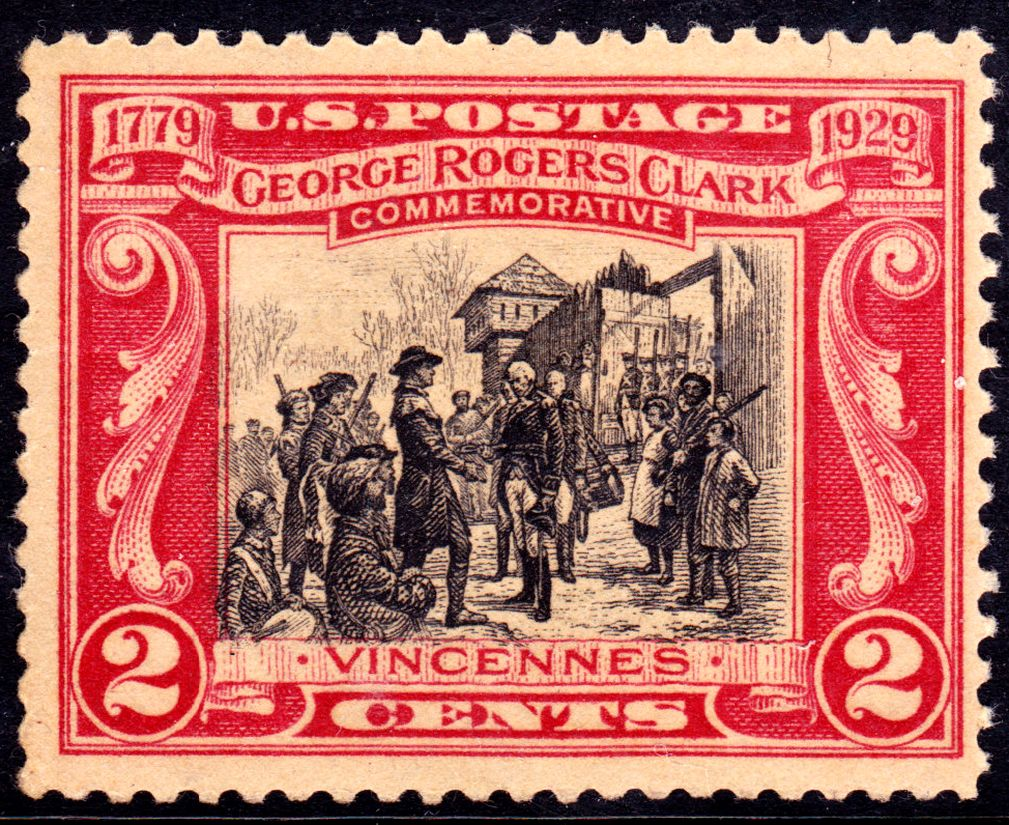
Timbre commémoratif de l'United States Postal Service commémorant le général George Rogers Clark lors du siège du Fort Vincennes en 1779.
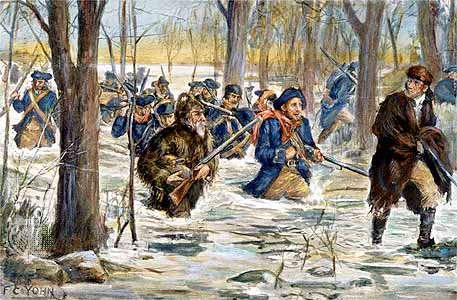
March to Vincennes, illustration du roman The Hero of Vincennes: The Story of George Rogers Clark de Lowell Thomas, 1929
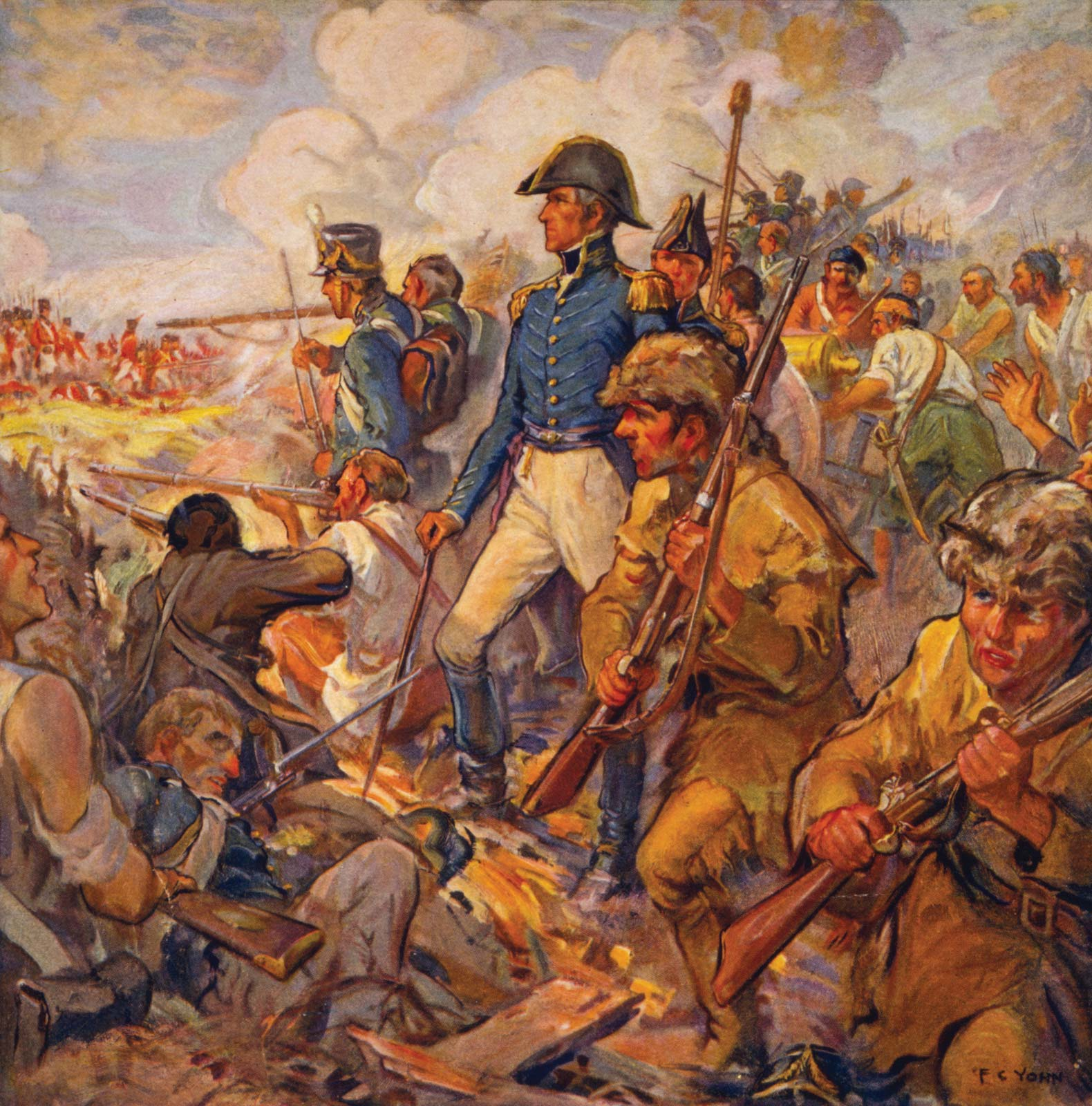
Andrew Jackson in New Orleans, sans date
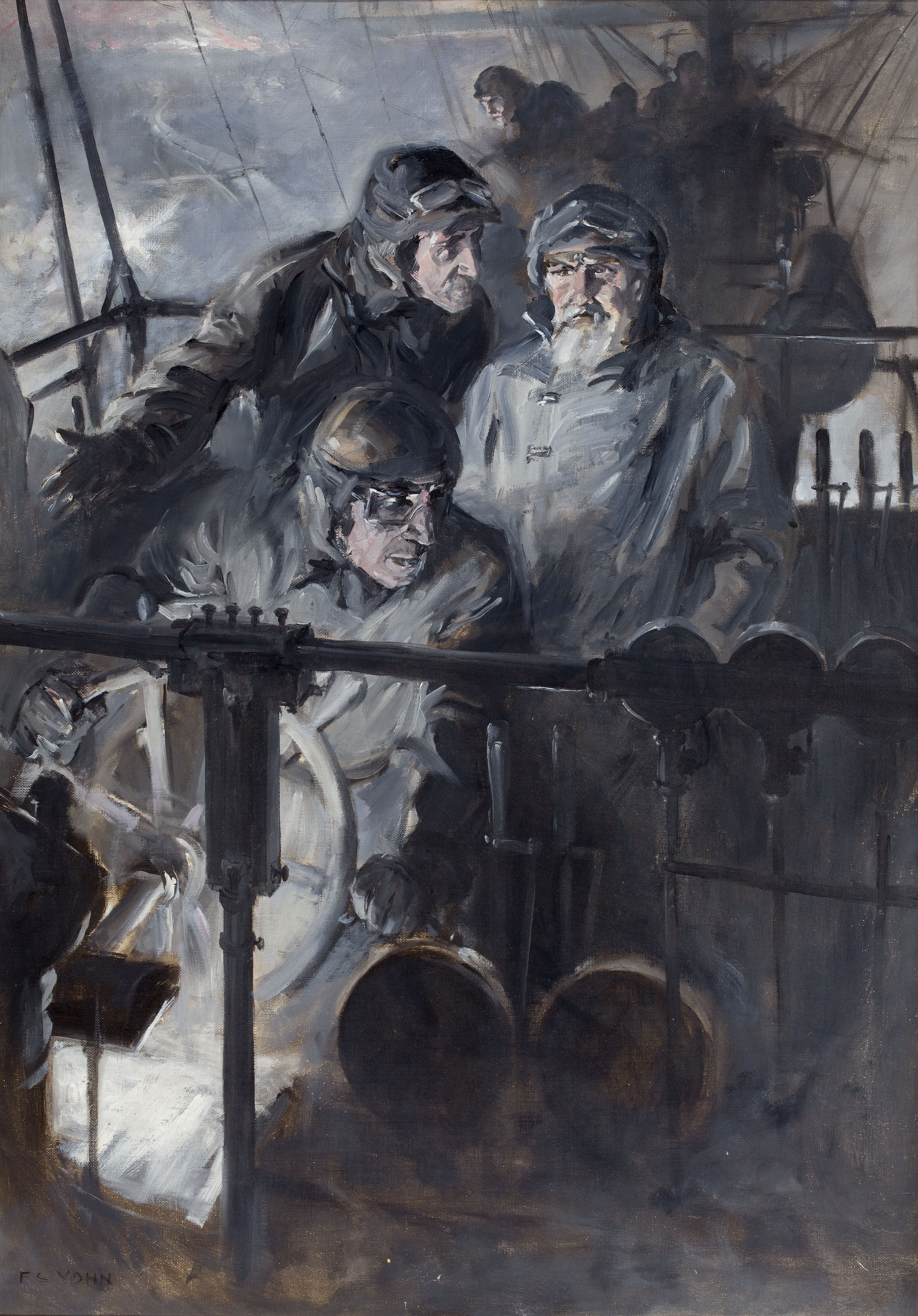
You Can't Do That!, Scribner's Magazine, août 1914
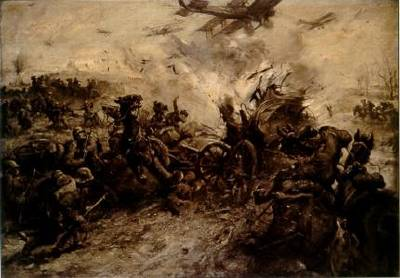
World War I, Battle Scene, sans date
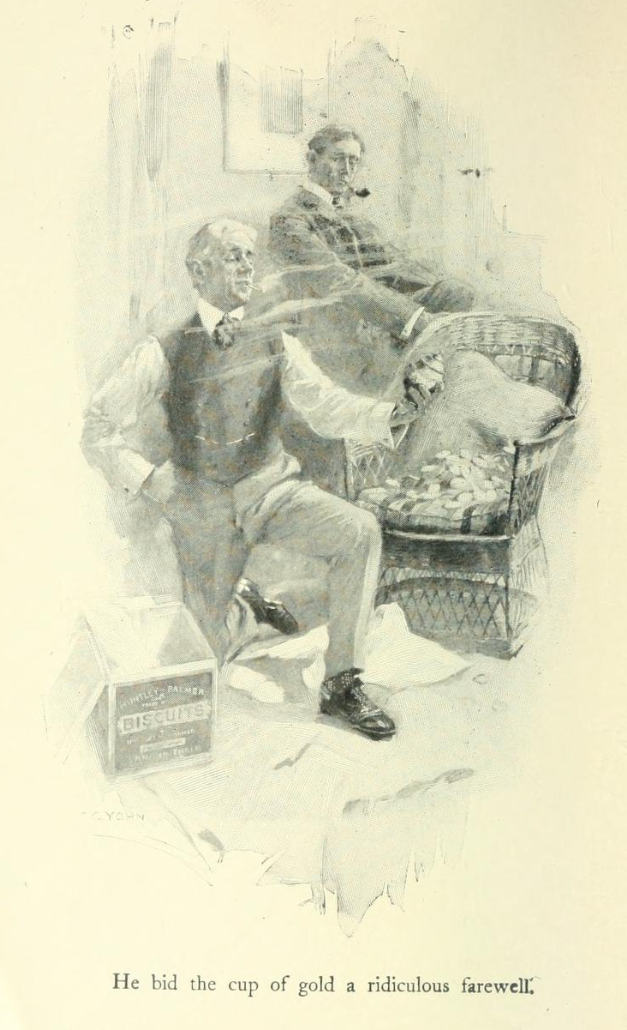
Illustration d'Arthur J. Raffles et Bunny Manders pour la nouvelle A Jubilee Present d'Ernest William Hornung, 1907
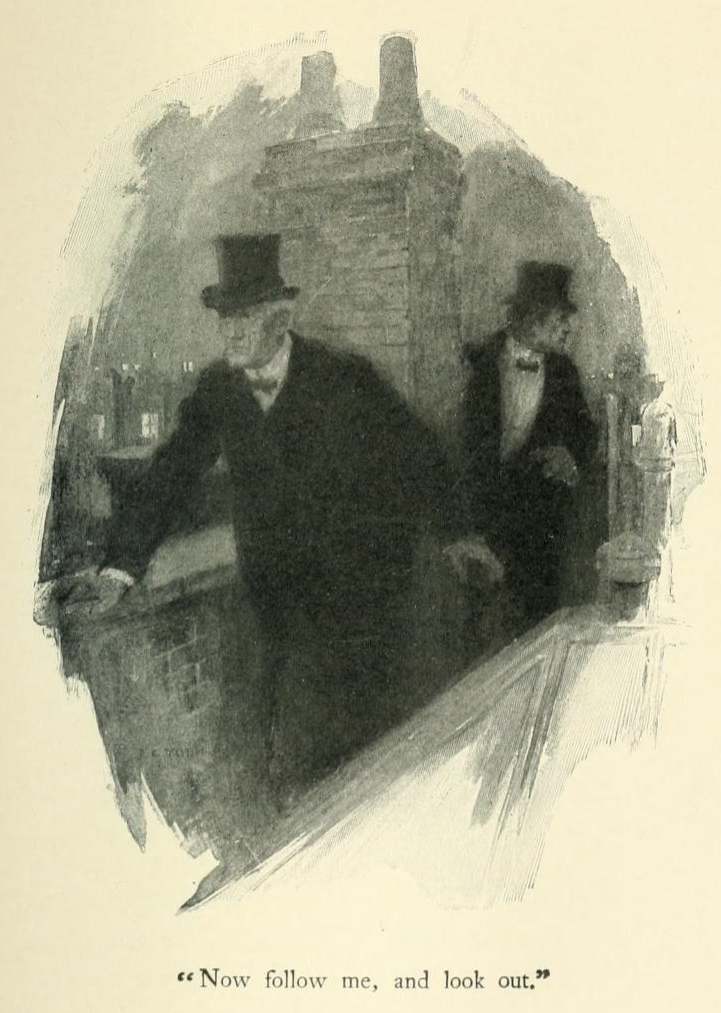
Illustration d'Arthur J. Raffles et Bunny Manders pour la nouvelle No Sinecure d'Ernest William Hornung, 1907
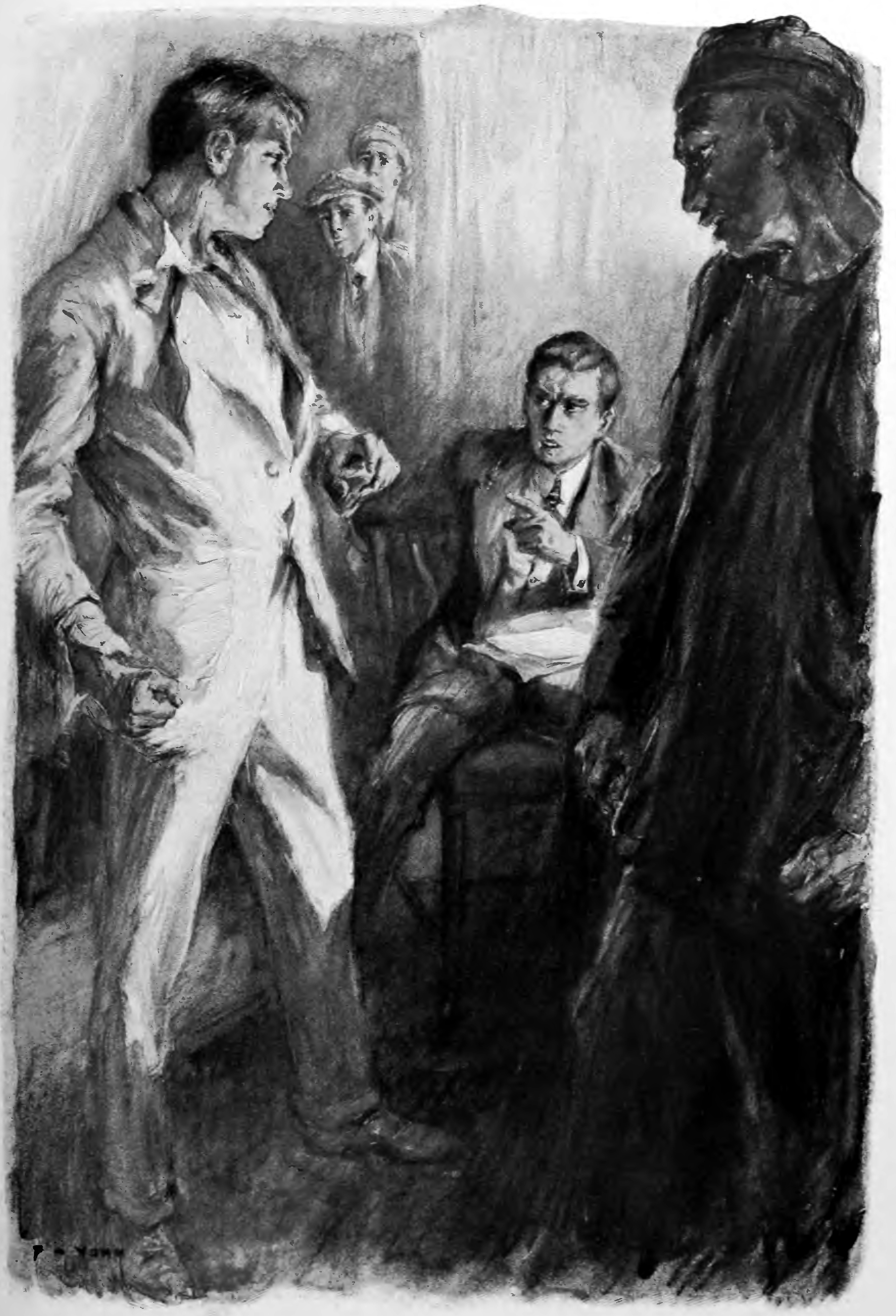
Illustration de la nouvelle His Code of Honor de Ralph Delahaye Paine, Scribner's Magazine, 1916.
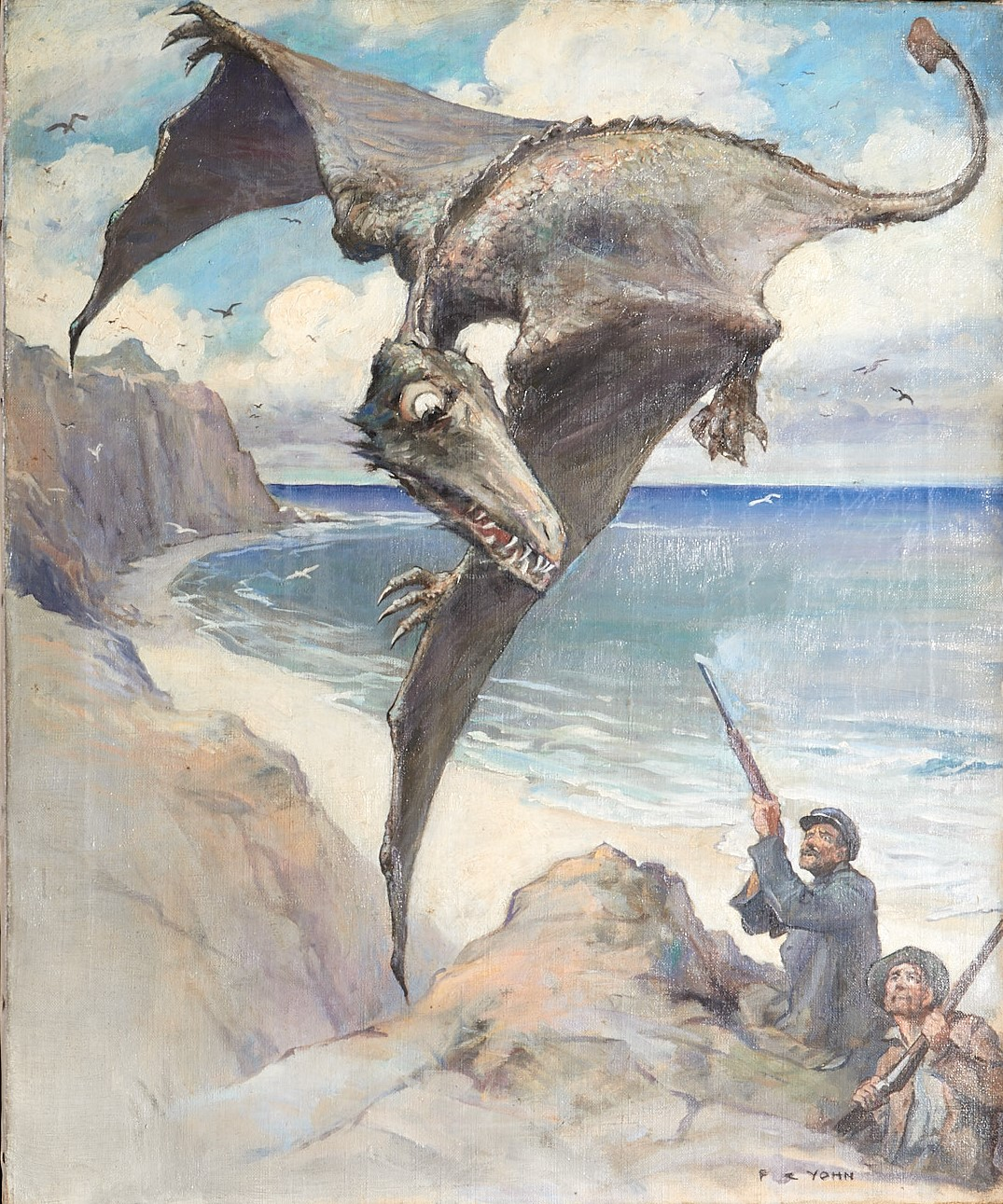
The Last Survivor, Collier's, 1916.
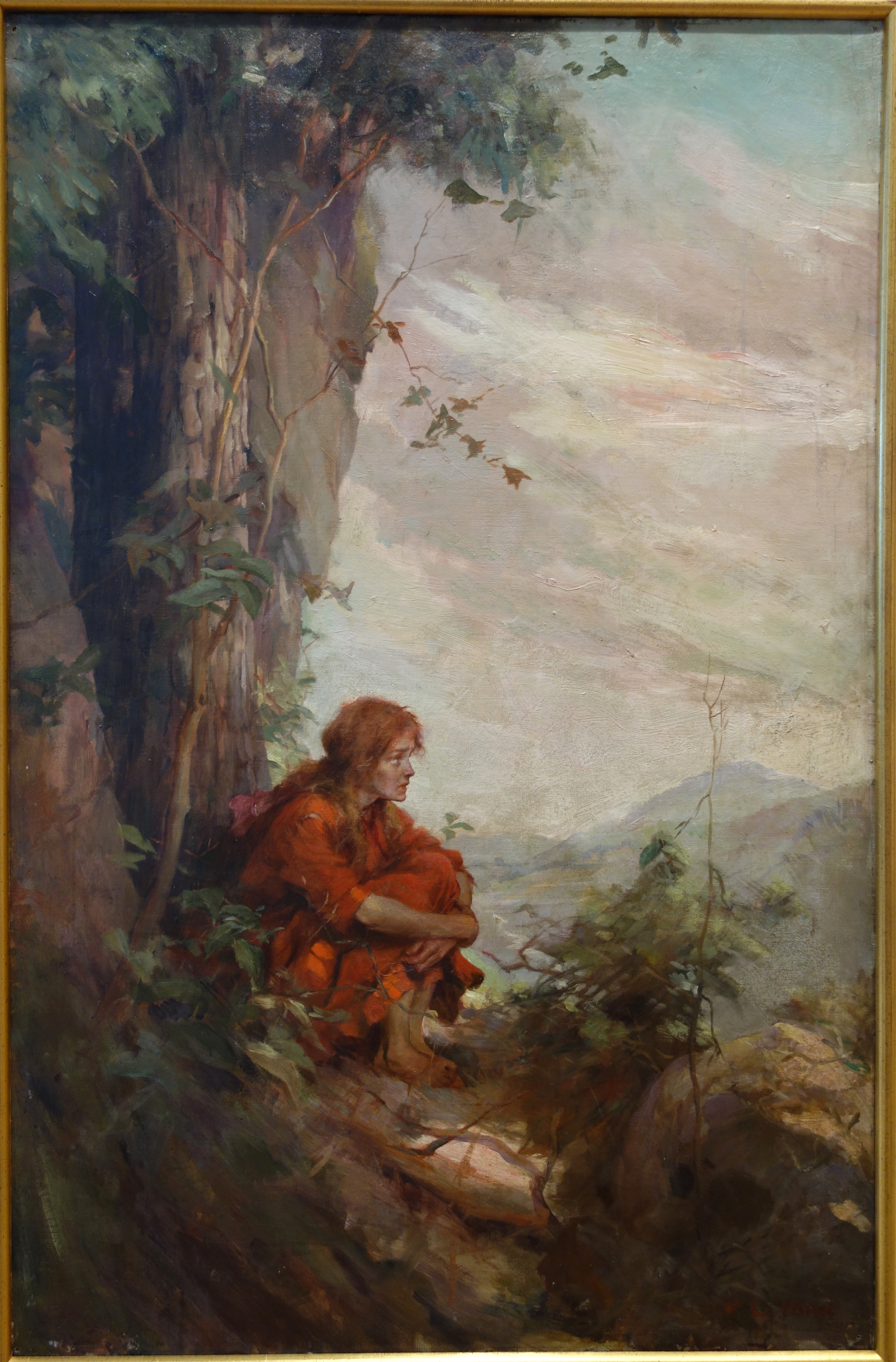
She Had Never Been Up There Before, illustration du roman The Trail of the Lonesome Pine de John Fox Jr. (en), Scribner's Magazine, 1908.